# MRPL16
MRPL16 (англ. Mitochondrial ribosomal protein L16) – білок, який кодується однойменним геном, розташованим у людей на 11-й хромосомі. Довжина поліпептидного ланцюга білка становить 251 амінокислот, а молекулярна маса — 28 449.
| 10         |  | 20         |  | 30         |  | 40         |  | 50         |
| ---------- |  | ---------- |  | ---------- |  | ---------- |  | ---------- |
| MWRLLARASA |  | PLLRVPLSDS |  | WALLPASAGV |  | KTLLPVPSFE |  | DVSIPEKPKL |
| RFIERAPLVP |  | KVRREPKNLS |  | DIRGPSTEAT |  | EFTEGNFAIL |  | ALGGGYLHWG |
| HFEMMRLTIN |  | RSMDPKNMFA |  | IWRVPAPFKP |  | ITRKSVGHRM |  | GGGKGAIDHY |
| VTPVKAGRLV |  | VEMGGRCEFE |  | EVQGFLDQVA |  | HKLPFAAKAV |  | SRGTLEKMRK |
| DQEERERNNQ |  | NPWTFERIAT |  | ANMLGIRKVL |  | SPYDLTHKGK |  | YWGKFYMPKR |
| V          |  |            |  |            |  |            |  |            |

A: Аланін

C: Цистеїн

D: Аспарагінова кислота

E: Глутамінова кислота

F: Фенілаланін

G: Гліцин

H: Гістидин

I: Ізолейцин

K: Лізин

L: Лейцин

M: Метіонін

N: Аспарагін

P: Пролін

Q: Глутамін

R: Аргінін

S: Серин

T: Треонін

V: Валін

W: Триптофан

Кодований геном білок за функціями належить до рибонуклеопротеїнів, рибосомних білків. 
Локалізований у мітохондрії.